# Кал Пен
Калпен Суреш Моди (на английски: Kalpen Suresh Modi), известен под сценичното си име Кал Пен (на английски: Kal Penn), е американски актьор, продуцент и политик. Известен е с ролите си на д-р Лоурънс Кътнър в сериала „Д-р Хаус“ и Кумар Пател в поредицата филми за Харолд и Кумар.
През 2009 г. встъпва като помощник-директор към отдела на Белия дом за връзки с обществеността по време на президентството на Барак Обама.

## Личен живот
През октомври 2021 г. Пен разкрива, че е сгоден за Джош, негов партньор от 11 години.

## Филмография

### Филми
| Година | Заглавие                                  | Роля          |
| ------ | ----------------------------------------- | ------------- |
| 2003   | Най-издирваният на Малибу                 | Хаджи         |
| 2004   | Харолд и Кумар до Белия замък             | Кумар Пател   |
| 2005   | Синът на Маската                          | Хорхе         |
| 2006   | Супермен се завръща                       | Станфърд      |
| 2007   | Епичен филм                               | Едуард        |
| 2008   | Харолд и Кумар: Бягство от Гуантанамо Бей | Кумар Пател   |
| 2011   | Коледа с Харолд и Кумар                   | Кумар Пател   |
| 2015   | Момичето на снимките                      | Питър Хемингс |

### Телевизия
| Година          | Заглавие                            | Роля               |
| --------------- | ----------------------------------- | ------------------ |
| 1999            | Бъфи, убийцата на вампири           | Хънт               |
| 2000            | Сабрина младата вещица              | Праджийб           |
| 2000            | Шеметен град                        | Бъди               |
| 2001            | Ейнджъл                             | Момче с фес        |
| 2001            | Спешно отделение                    | Нараджан           |
| 2001            | Полицейско управление Ню Йорк       | Соломон Ал-Рамаи   |
| 2001            | ЦРУ                                 | Малек              |
| 2003            | Ясновидката Тру                     | Стивън             |
| 2007            | Закон и ред: Специални разследвания | Хенри Чанур        |
| 2007            | 24                                  | Ахмед Амар         |
| 2007-2009, 2012 | Д-р Хаус                            | Д-р Лоурънс Кътнър |
| 2011-2014       | Как се запознах с майка ви          | Кевин              |
| 2019            | Теория на Големия взрив             | д-р Кембъл         |